# Pigment Red 53
C.I. Pigment Red 53 ist eine Azoverbindung aus der Gruppe der β-Naphtholpigmente. Insbesondere die mit Barium verlackte Verbindung Pigment Red 53:1, in den USA unter der FDA-Bezeichnung D&C Red No. 9 registriert, spielt eine wirtschaftlich wichtige Rolle bei den Druckpigmenten.

## Geschichte
Pigment Red 53 wurde 1902 bei Meister Lucius & Brüning, der späteren Hoechst AG, erfunden und unter der Bezeichnung Lackrot C vermarktet. In der Vergangenheit wurden die Pigmentverarbeiter, insbesondere die Druckfarbenhersteller in Mitteleuropa, oftmals mit dem Natriumsalz der Verbindung beliefert. Die Umverlackung wurde dann von diesen Druckfarbenfabriken selbst vorgenommen.

## Herstellung
Die Herstellung von Pigment Red 53 erfolgt durch Diazotierung der 2-Amino-5-chlor-4-methylbenzolsulfonsäure mit Natriumnitrit und Salzsäure und anschließender Kupplung mit β-Naphthol. Das primär erhaltene Natriumsalz von Pigment Red 53 kann durch Umsetzung mit Barium-, Calcium- oder Strontiumsalzen verlackt werden. Durch eine weitere Nachbehandlung – beispielsweise Erhitzen in verschiedenen Lösungsmitteln – erhält man für die weitere Anwendungen geeignete Kristallmodifikationen.

## Verwendung
Während Pigment Red 53 als freie Sulfonsäure keine wirtschaftliche Bedeutung hat, ist das Bariumsalz, „Pigment Red 53:1“, eines der am meisten verwendeten Rotpigmente für Druckfarben. Es wird insbesondere als preiswertes Pigment für kurzlebige Drucksachen in verschiedenen Druckverfahren (z. B. Flexodruck, Offsetdruck) eingesetzt. Verschiedene Echtheiten (Lichtechtheit, Alkali- und Säureechtheit) sind vergleichsweise schlecht, jedoch zeigen die Drucke eine gute Beständigkeit gegen verschiedene organische Lösungsmittel. Pigment Red 53:1 zeigt eine gute Hitzestabilität und wird auch als Rotpigment für verschiedene Kunststoffe, beispielsweise PVC und Polystyrol, verwendet. Die Verwendung von Pigment Red 53:1 in kosmetischen Artikeln ist durch die EG-Verordnung Nr. 1223/2009, Anhang 2 verboten.
Der Einsatz von Pigment Red 53, Natriumsalz (Registrierungsbezeichnung USA: D&C Red No. 8) erfolgt trotz der schlechteren Lösemittel- und Gebrauchsechtheiten gelegentlich wegen des deutlich gelberen Farbtons.
Von eher untergeordneter Bedeutung ist das Calciumsalz, Pigment Red 53:2 und das Strontiumsalz, Pigment Red 53:3.

## Risikobewertung
Das Bariumsalz von Pigment Red 53 wurde 2016 von der EU gemäß der Verordnung (EG) Nr. 1907/2006 (REACH) im Rahmen der Stoffbewertung in den fortlaufenden Aktionsplan der Gemeinschaft (CoRAP) aufgenommen. Hierbei werden die Auswirkungen des Stoffs auf die menschliche Gesundheit bzw. die Umwelt neu bewertet und ggf. Folgemaßnahmen eingeleitet. Ursächlich für die Aufnahme von des Bariumsalzes waren die Besorgnisse bezüglich Exposition von Arbeitnehmern und weit verbreiteter Verwendung sowie der möglichen Gefahr durch krebsauslösende Eigenschaften. Die Neubewertung fand ab 2020 statt und wurde von Deutschland durchgeführt. Ein Abschlussbericht ist in Vorbereitung.

## Externe Links zu erwähnten Verbindungen
1. ↑  Externe Identifikatoren von bzw. Datenbank-Links zu Pigment Red 53:1, Bariumsalz:  CAS-Nr.: 5160-02-1, EG-Nr.: 225-935-3, ECHA-InfoCard: 100.023.578, PubChem: 21238, ChemSpider: 17215143, Wikidata: Q27155937.
2. ↑  Externe Identifikatoren von bzw. Datenbank-Links zu Pigment Red 53, Natriumsalz:  CAS-Nr.: 2092-56-0, EG-Nr.: 218-248-5, ECHA-InfoCard: 100.016.589, PubChem: 135565346, ChemSpider: 20127074, Wikidata: Q27282927.
3. ↑  Externe Identifikatoren von bzw. Datenbank-Links zu Pigment Red 53:2, Calciumsalz:  CAS-Nr.: 67990-35-6, EG-Nr.: 268-057-6, ECHA-InfoCard: 100.061.852, PubChem: 106331, ChemSpider: 21162567, Wikidata: Q72499686.
4. ↑  Externe Identifikatoren von bzw. Datenbank-Links zu Pigment Red 53:3, Strontiumsalz:  CAS-Nr.: 73263-40-8, EG-Nr.: 277-335-6, ECHA-InfoCard: 100.070.284, PubChem: 175420, ChemSpider: 21162904, Wikidata: Q72499684.